# Paulo Geyer
Paulo Fontainha Geyer (Rio de Janeiro, 10 de agosto de 1921 – 5 de novembro de 2004) foi um empresário com atuação na área financeira e, principalmente, na implantação da indústria petroquímica no Brasil. Além disso, juntamente com sua esposa, Maria Cecília Soares de Sampaio Geyer, foi responsável pela constituição de uma das mais importantes coleções de arte do País.

## Família
Paulo Fontainha Geyer era filho de Guilherme Leopoldo Geyer e Cândida Santuzza Halfeld Fontainha. Seu pai, nascido no Rio Grande do Sul, migrou para o Rio de Janeiro, tendo participado da Empresa Brasileira de Mineração Limitada, de onde se retirou em 1936, para no ano seguinte, estabelecer a Fontainha &Geyer. Guilherme também foi funcionário da empresa Siemens.
Cândida Santuzza Halfeld Fontainha, por sua vez, era descendente direta do alemão Henrique Guilherme Fernando Halfeld, formado pela Academia de Minas de Hannover e que veio ao Brasil por solicitação de representantes do império brasileiro ao governo alemão, para o envio de um especialista em trabalhos de balizamento para atuar em obras no Rio São Francisco, em Minas Gerais. Henrique Halfeld foi responsável por numerosos projetos, como a estrada partindo da Vila de Santo Antonio de Paraibuna, atual Juiz de Fora, passando por Barbacena e alcançando Ouro Preto, então capital da Província de Minas Gerais.
Paulo Geyer estudou no Colégio Andrews e no Liceu Franco-Brasileiro. Em maio de 1946, Paulo Geyer casou-se com Maria Cecília Soares de Sampaio e dessa união nasceram os filhos Vera, Joanita, Cecília, Alberto e Maria.  O casal teve cinco filhos e 16 netos, entre eles Frank Geyer Abubakir, atual presidente do Conselho de Administração da Unipar Carbocloro[1].

## Vida empresarial
Em 1944, Paulo Fontainha Geyer entrou na Radiobrás e logo em seguida na firma Sanson Vasconcellos. Pouco tempo depois, começou a trabalhar na empresa Pneus Geral de propriedade de Alberto Soares de Sampaio que por essa época foi escolhido em concorrência do Conselho Nacional de Petróleo – CNP, para instalar uma refinaria no estado de São Paulo. Em 1948, Paulo Geyer iniciou como assistente de diretoria da Refinaria e Exploração de Petróleo S.A. para anos depois assumir a diretoria comercial e, em seguida, a presidência.
Em 1961, foi constituída a Setal Koppers Engenharia Industrial S.A., com sede em São Paulo e a participação de Alberto Soares de Sampaio na sociedade.
Em maio de 1969, Paulo Fontainha Geyer, Alberto Soares de Sampaio e Walther Moreira Salles comunicaram a fusão de suas participações, transferindo seus ativos na Petroquímica União S.A. para uma nova empresa, a UNIPAR - União Participações Industriais Ltda., denominação alterada para UNIPAR – União de Indústrias Petroquímicas S.A., em outubro. A UNIPAR em seu início estava presente em cinco empreendimentos integrados: Petroquímica União S.A., Brasivil Resinas Vinílicas Ltda., Poliolefinas S.A. Indústria e Comércio, Empresa Brasileira de Tetrâmero Ltda., Copamo – Consórcio Paulista de Manômero Ltda., além da Carbocloro S.A. Indústrias Químicas. Com o seu desenvolvimento, a UNIPAR chegou a participar direta e indiretamente de vinte e três empresas e hoje é a maior produtora de Cloro-Soda da América Latina e a segunda maior na fabricação de PVC, com unidades produtivas no Brasil e Argentina.
Na UNIPAR, Paulo Fontainha Geyer ocupou a presidência do Conselho de Administração da UNIPAR em várias gestões. Acompanhou os principais  momentos da empresa, como a participação no Programa de Privatização implementado pelo governo federal, no início da década de 1990. Além da constituição da empresa Rio Polímeros, iniciada em 1996, com o objetivo de instalar o primeiro complexo gás-químico no Brasil a utilizar derivados de gás natural como matéria-prima, com escala mundial de produção e total integração entre a operação das unidades de eteno e de polietilenos.
Paulo Fontainha Geyer também atuou no segmento financeiro como membro de Conselhos de Administração de algumas instituições, como o banco União de Bancos Brasileiros – UNIBANCO e, por sua iniciativa, a partir de 1968, ele e Alberto Soares de Sampaio começaram a adquirir pequenos bancos comerciais com o objetivo de formar um conglomerado financeiro. Em 1972, foi formado o Banco União Comercial – BUC, a partir da fusão entre os bancos Comercial Brasul e Big-Univest. 
O Conselho Consultivo do BUC era presidido por Alberto Soares de Sampaio e contava com os nomes de Afrânio de Melo Franco Filho, Antonio Carlos Muricy, Camilo Ansarah, Carlos Cardoso, David A. de Oliveira Guimarães, Eugênio Gudin, Francisco de Paula Vicente de Azevedo, Geraldo Martins Ourivio, Israel Klabin, Luiz Gonzaga do Nascimento Silva, Octávio Gouveia de Bulhões, Roberto Costa Abreu Sodré e José Ephim Mindlin. A presidência do Conselho de Administração era exercida por Paulo Fontainha Geyer, com os vices Basileu da Costa Gomes e Sérgio Pinho Mellão, enquanto a direção  executiva tinha na presidência Roberto de Oliveira Campos e como vice, Arthur Bernardes Alves de Souza.
No entanto, em 1974, após uma crise de liquidez e problemas internos, a instituição acabou adquirida pelo Banco Itaú, que incorporou o BUC, com 255 agências; um banco de investimento, o Investbanco; três financeiras, Brascred, Investered e Univest, além de corretoras e distribuidoras de valores, empresas de leasing, armazéns gerais, corretoras de seguros e companhias de administração e participação. Paulo Geyer e Alberto Soares de Sampaio pagaram todos os débitos de seu banco, mesmo com conseqüências para os seus demais negócios.
O reconhecimento pela contribuição de Paulo Fontainha Geyer ao desenvolvimento econômico do Brasil foi concretizado em diferentes momentos. Foi escolhido o “Homem de Visão”, prêmio outorgado pela Revista Visão, nos anos de 1969. Em Nova York, em 1989, recebeu o título “Homem do Ano” das mãos de Richard Mahoney, presidente da Monsanto, por indicação da Câmara de Comércio Brasil-Estados Unidos.

## Coleção de arte
Em abril de 1999, o casal doou a sua coleção de mais de 3 mil livros,
1.500 pinturas e centenas de móveis, louças, objetos de decoração e 
peças de prataria, avaliada em cerca de 15 milhões de reais, ao Museu Imperial de Petrópolis, no Rio de Janeiro.
A doação foi a maior da história da arte brasileira e incluiu uma 
propriedade de 20 mil metros quadrados que foi a residência do casal no 
Rio de Janeiro, um casarão do século 18 localizada aos pés da estátua do Cristo Redentor.
Por essa iniciativa, Paulo Fontainha Geyer e Maria Cecília Soares de Sampaio Geyer receberam várias homenagens em 1999. O Prêmio Rodrigo Melo Franco de Andrade, instituído pelo governo do Brasil e promovido pelo Instituto de Patrimônio Histórico e Artístico Nacional, foi outorgado ao casal, na Categoria Apoio Institucional e Financeiro. Paulo Geyer recebeu o título de Cidadão Benemérito do Estado do Rio de Janeiro, concedido pela Assembleia Legislativa. O presidente república, Fernando Henrique Cardoso e o Ministro da Cultura, Francisco Weffort, entregaram a Medalha do Mérito Cultural, ao casal Geyer, que ao deixar um legado inestimável à sociedade brasileira, perpetuou o nome Geyer no cenário cultural do Brasil.

## Coleção Geyer
Conhecida como “Coleção Geyer”, é um dos maiores conjuntos de desenhos, pinturas, gravuras, mapas, álbuns e livros de viagem sobre o Brasil, produzidos por artistas estrangeiros, cientistas, exploradores e viajantes entre os séculos 16 e 19.
Os Geyer iniciaram a coleção nos anos 70 ao adquirir a casa e todas as obras nela contidas do empresário e colecionador Alberto Lee. A partir desse momento decidiram investir para ampliar a coleção e seguiram comprando, no Brasil e no exterior, as obras que pudessem enriquecer a coleção. Procuraram essas obras de arte e objetos decorativos viajando o mundo em países como Inglaterra, França, Portugal, Argentina, Estados Unidos, África do Sul e Austrália.
Em abril de 2014 a “Coleção Geyer” foi tombada pelo Instituto de Patrimônio Histórico e Artístico Nacional (Iphan). Com isso, a coleção tornou-se Patrimônio Cultural do Brasil. O conjunto é considerado a maior coleção de brasiliana em mãos particulares.
O tombamento da Coleção Geyer mostra a importância histórica e do acervo e, também, a dimensão pública do gesto do casal Geyer em doar ao povo brasileiro uma coleção particular de arte brasiliana do século XIX de significativo valor, não só cultural, mas também financeiro.
A residência encontra-se em fase de adaptação para transformar-se em espaço de visitação pública.